# Tropisme

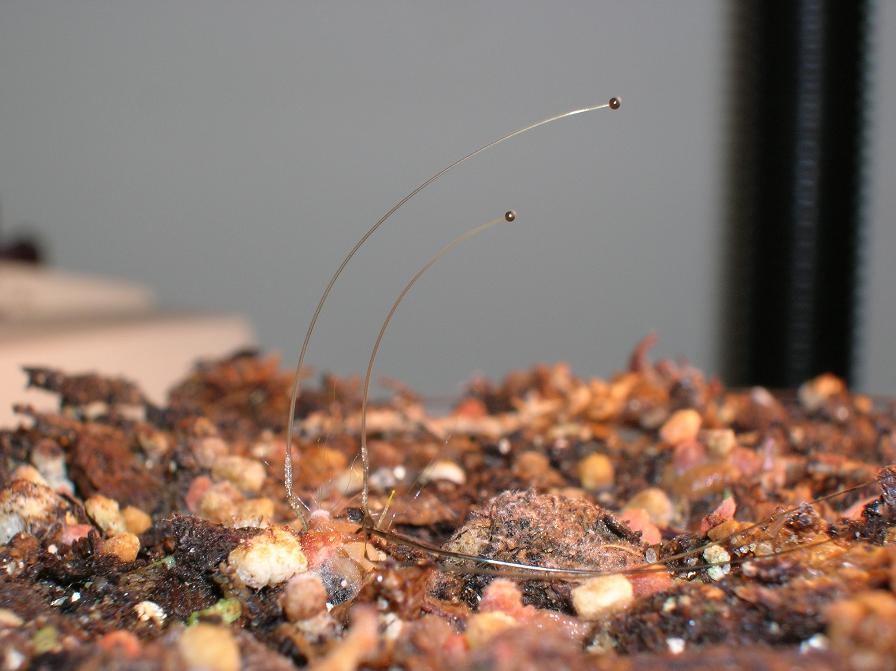
Phycomyces mostrant un fort fototropisme

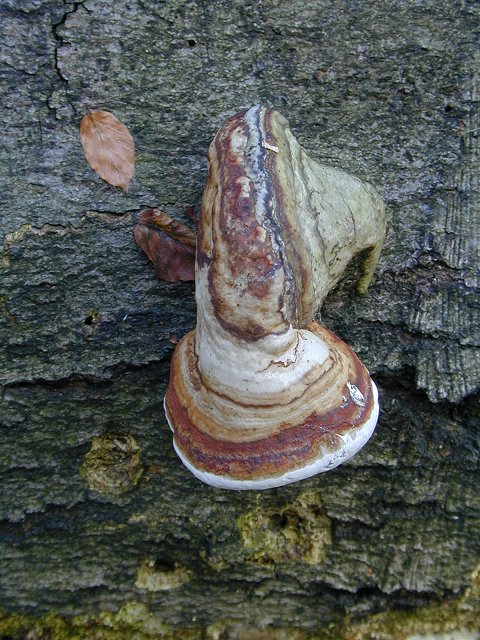
Bolet d'esca geotròpic

Un tropisme és la resposta produïda per un organisme en reacció a un estímul extern. Les plantes no tenen òrgans dels sentits. Tampoc no poden desplaçar-se per canviar l'ambient que els envolta. Tanmateix, com els animals, les plantes poden detectar canvis en el medi i respondre davant d'ells. La resposta més freqüent en les plantes consisteix a créixer lentament en una determinada direcció definida per l'estímul. Aquestes poden ser:
- Positiu: quan la planta creix cap a l'estímul.
- Negatiu: quan la direcció és oposada.

Es poden distingir cinc principals de tropismes:
- Quimiotropisme en aquest cas, el moviment d'orientació del vegetal, és provocat per la presència de substàncies químiques, com sals dissoltes, diòxid de carboni, oxigen, etc. Aquest comportament permet que el vegetal tingui una trobada més directe amb aquestes substàncies.
- Fototropisme és la capacitat d'un organisme de canviar la direcció del seu creixement normal en adaptar-se a la llum.[2] La llum és un factor molt important per a la fotosíntesi, base del creixement, i la part fora de la terra d'una planta creix en direcció de la font de llum. Aquest canvi es produeix atès que les plantes tenen uns receptors especialitzats, anomenats fototropines, que activen l'hormona vegetal auxines. Un tipus específic de fototropisme és l'heliotropisme que són els moviments de vegetals que dirigeixen les seves fulles i flors en direcció del sol.
- Geotropisme[3] és la resposta a un estímul referent a la força gravitatòria dels cossos. La tija que sol créixer sempre cap amunt per trobar la llum necessària per a la fotosíntesi, és negativament geotròpic, i positivament fototròpic; les arrels cap a la terra, allà trobaran l'aigua i les sals minerals són positivament geotròpics. Els orgànuls relacionats amb la percepció de la gravetat són els estatocists.
- Hidrotropisme correspon a un moviment del vegetal cap a zones humides, on es troba l'aigua. Davant d'aquest estímul l'arrel manifesta una clara resposta positiva, per la qual cosa es parla d'un hidrotropisme positiu.
- Tigmotropisme moviment de creixement orientat sota la influència del contacte físic. Per exemple, les tiges que tendeixen a créixer al voltant d'un suport com ocorre amb la parra. Per tant, posseeixen tigmotropisme positiu; les arrels en canvi, són negatives la qual cosa els permet eludir obstacles que es presenten en el terreny, com pedres i roques.